# Paepalanthus fasciculoides
Paepalanthus fasciculoides är en gräsväxtart som beskrevs av Nancy Hensold. Paepalanthus fasciculoides ingår i släktet Paepalanthus och familjen Eriocaulaceae. Inga underarter finns listade i Catalogue of Life.